# Tom Clancy's Ghost Recon Advanced Warfighter 2
Ghost Recon Advanced Warfighter 2 è uno sparatutto tattico della famosa serie Ghost Recon, uscito nel 2007. È il seguito di Tom Clancy's Ghost Recon Advanced Warfighter (uscito nel 2006).

## Trama
Il gioco è ambientato sempre in Messico, precisamente in un viaggio da Messico a Stati Uniti che (nella finzione) avrà la durata di 72 ore. Le missioni non saranno più ambientate in aree cittadine, ma fra canyon e aree quindi più aperte e libere ma con meno opportunità d'aggirare le posizioni nemiche. Le missioni saranno a obiettivi multipli che si aggiungeranno in itinere, in corso di svolgimento.

## Personaggi

### Fantasmi
- Scott Mitchell: capo Fantasma;
- Joe Ramirez: fuciliere;
- Matt Beasley: fuciliere;
- Paul Smith: fuciliere;
- Marcus Brown: mitragliere;
- Bo Jenkins: granatiere;
- Alex Nolan: medico;
- Alicia Diaz: tiratore scelto;
- John Hume: artigliere.

### Alleati
- Tenente Josh Rosen;
- Tenente Teagues (pilota del Blackhawk);
- Soldato Scelto Provenzano (autista dell'Humvee);
- Sgt. Derrick Parker (leader Team Bravo;
- Sgt. KC Kirkland (team Bravo);
- Gen. Keating;
- Col. Jimenez (lealisti messicani)
- Tenente Barnes (intelligence)